# Šachuňja
Šachuňja (rusky Шахунья) je město v Nižněnovgorodské oblasti v Ruské federaci. Při sčítání lidu v roce 2010 měla bezmála jednadvacet tisíc obyvatel.

## Poloha a doprava
Šachuňja leží v povodí Vetlugy, levého přítoku Volhy. Od Nižního Novgorodu je vzdálena přibližně 240 kilometrů severovýchodně.
Přes Šachuňju vede železniční trať z Moskvy přes Nižnij Novgorod do Kirova, která byla zprovozněna v roce 1927.

## Dějiny
Vesnice Šachuňja existovala nedaleko již déle, ale rozvoj osídlení začíná až po roce 1921 v souvislosti s výstavbou železnice. U nádraží Šachuňja, které bylo od vesnice vzdáleno tři kilometry, začíná v tomto roce existovat nové osídlené. V roce 1927 stoupá význam zdejšího osídlení, když je železnice zprovozněna a navíc je ve zdejší stanici zprovozněno velké lokomotivní depo.
V roce 1938 získává Šachuňja status sídla městského typu a v roce 1943 se stává městem.

### Rodáci
- Pavel Pavlovič Borodin (* 1946), politik